# Zboj
Zboj (maďarsky Harcos, rusínsky Збой, místní rusínštinou také Збуй) je obec na východním slovensku v okrese Snina. První písemná zmínka pochází z roku 1567. Žije zde 285 obyvatel.
Dřevěný chrám sv. Mikuláše  z roku 1706 byl v roce 1966 převezen do skanzenu v Bardejově.

## Příroda
Středem obce protéká Zbojský potok. Jižně od obce vyvěrá minerální pramen V rokline. Na území obce jsou přírodní rezervace Bahno a Borsučiny.

## Slavní rodáci
- Peter Dimitrovič Lodij (1764–1829) – ruský filozof, právník, vysokoškolský učitel

## Fotogalerie

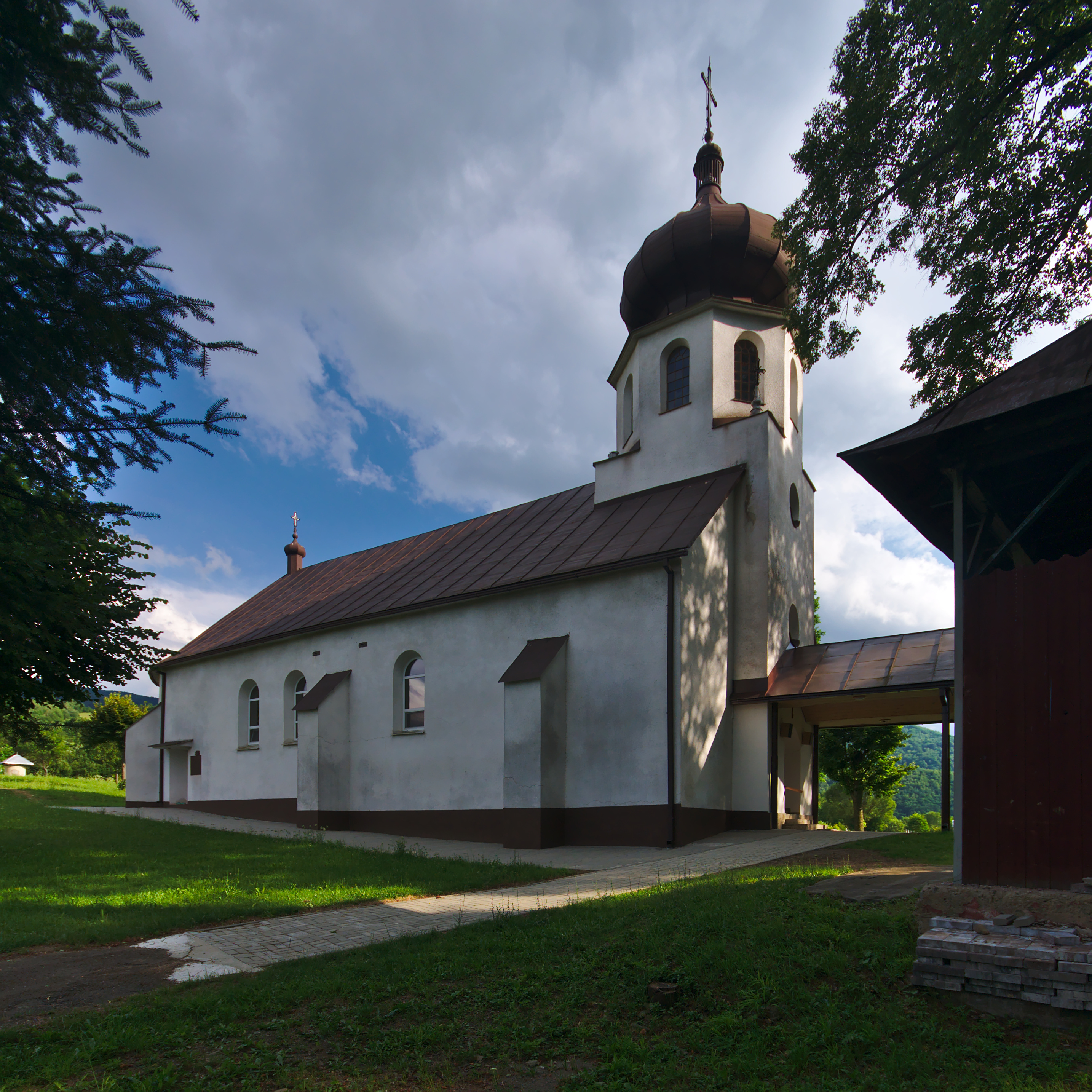
Kostel Sestoupení Svatého Ducha
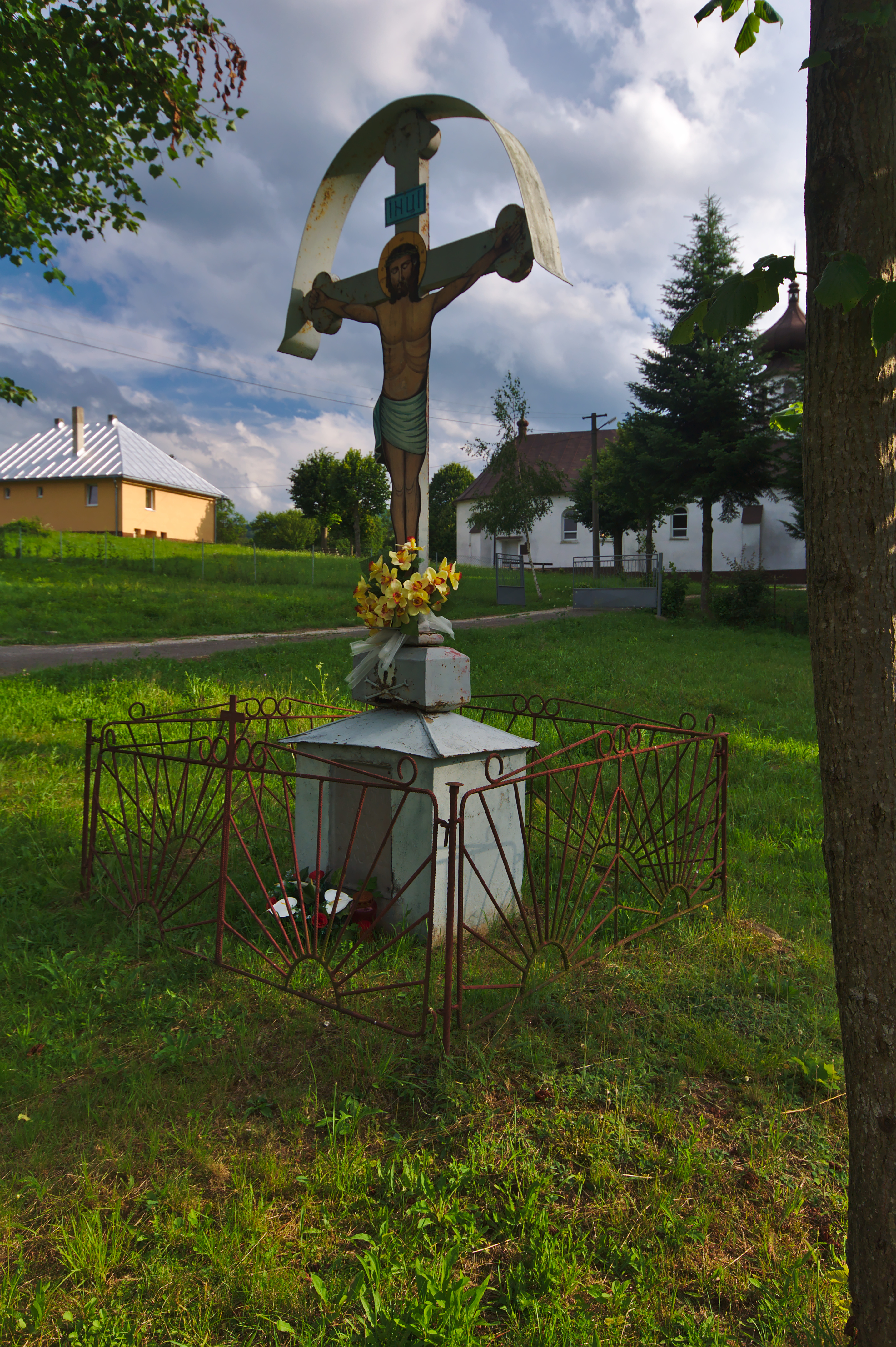
Kříž u kostela
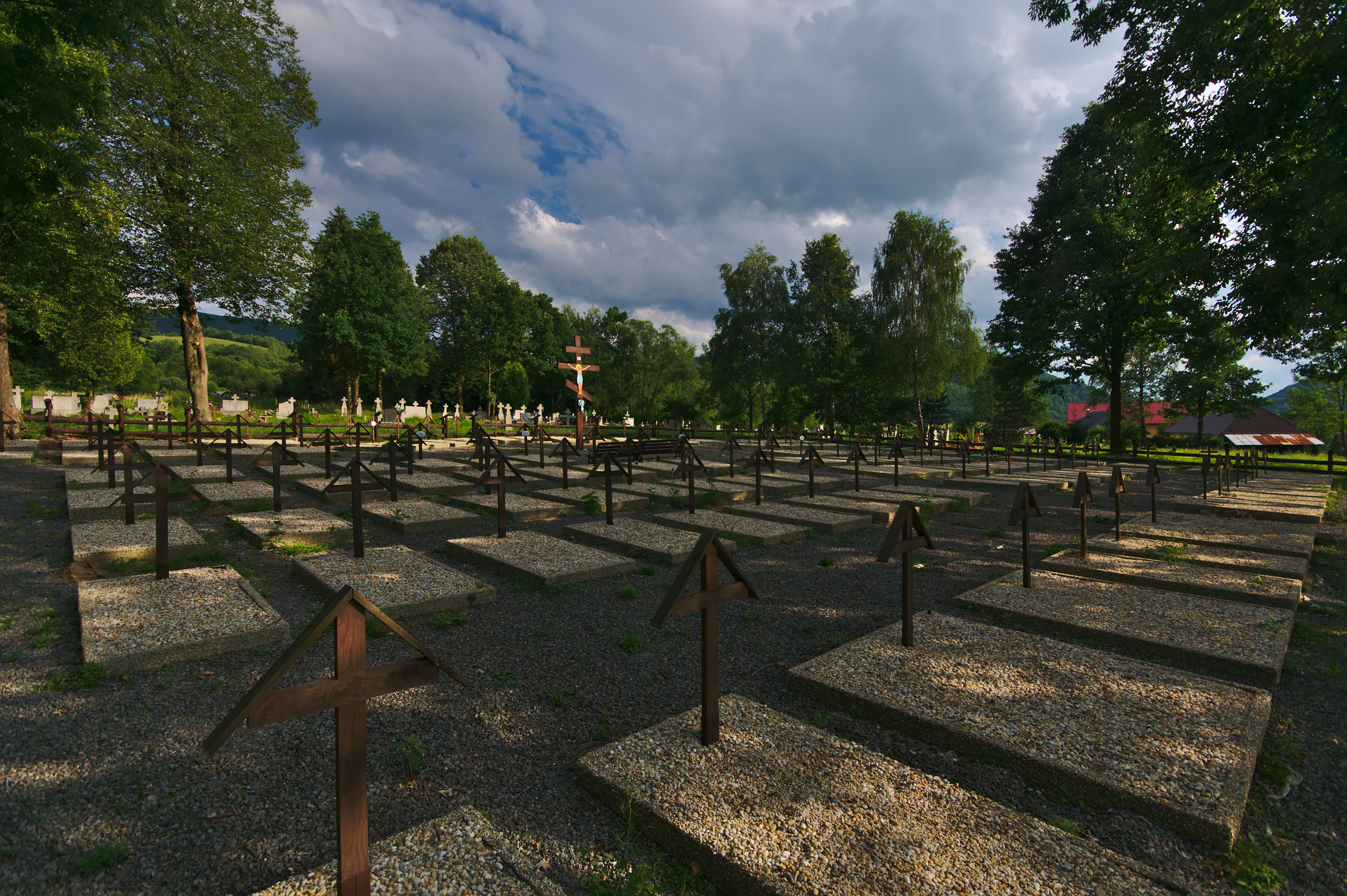
Vojenský hřbitov
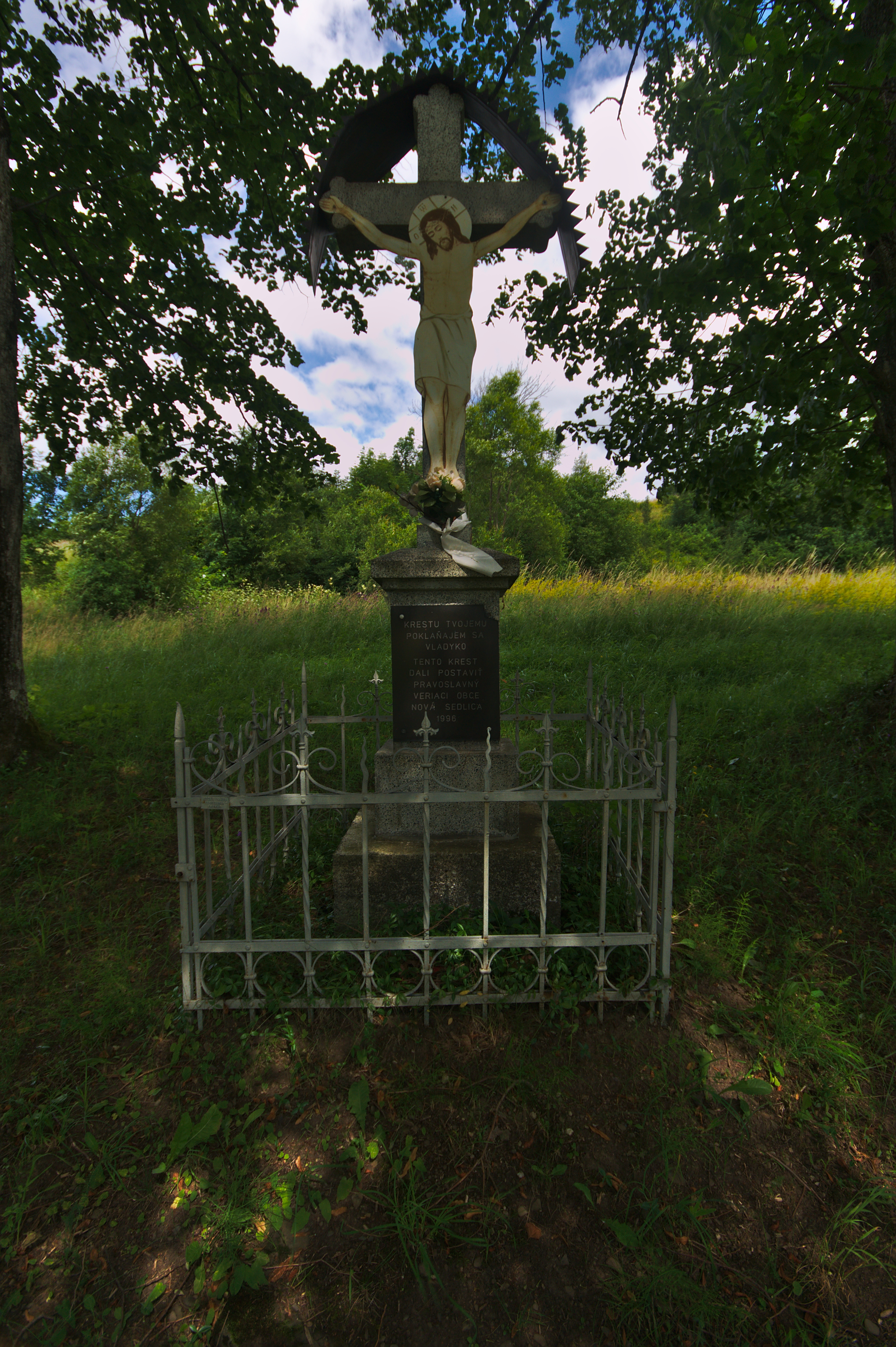
Kříž u silnice mezi Zbojem a Novou Sedlicou
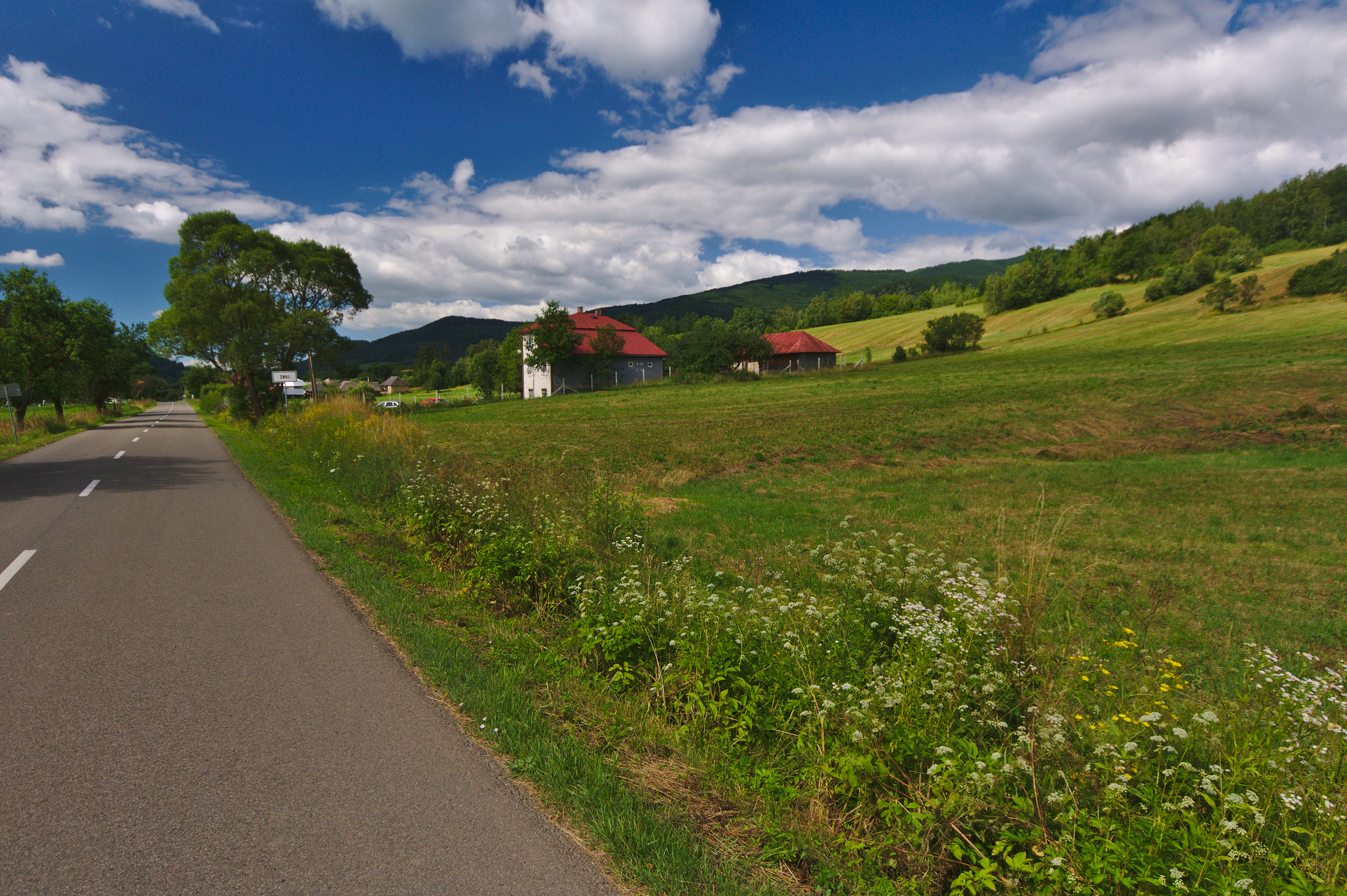
Obec od severu
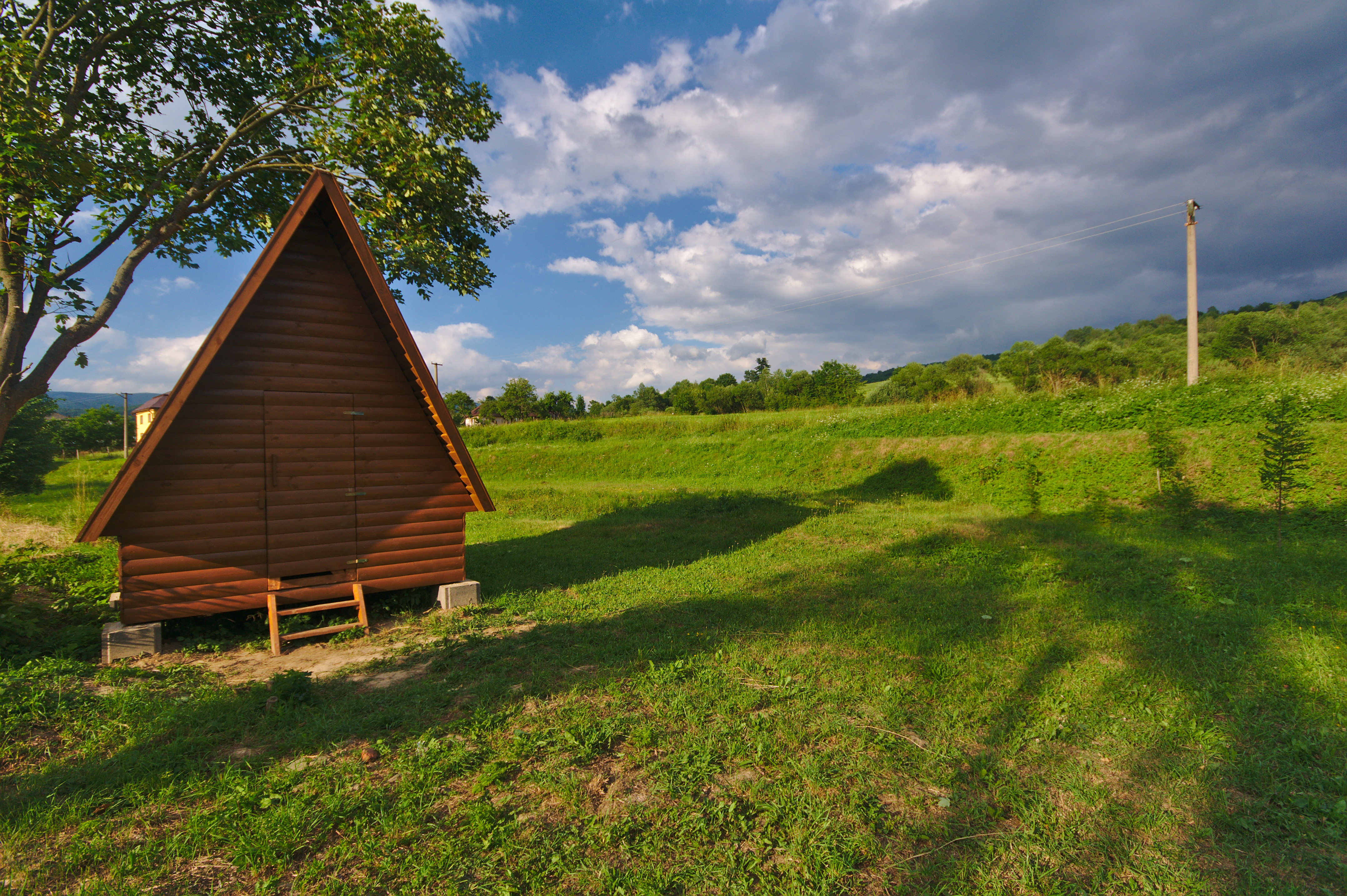
Turistická chata u minerálního pramene
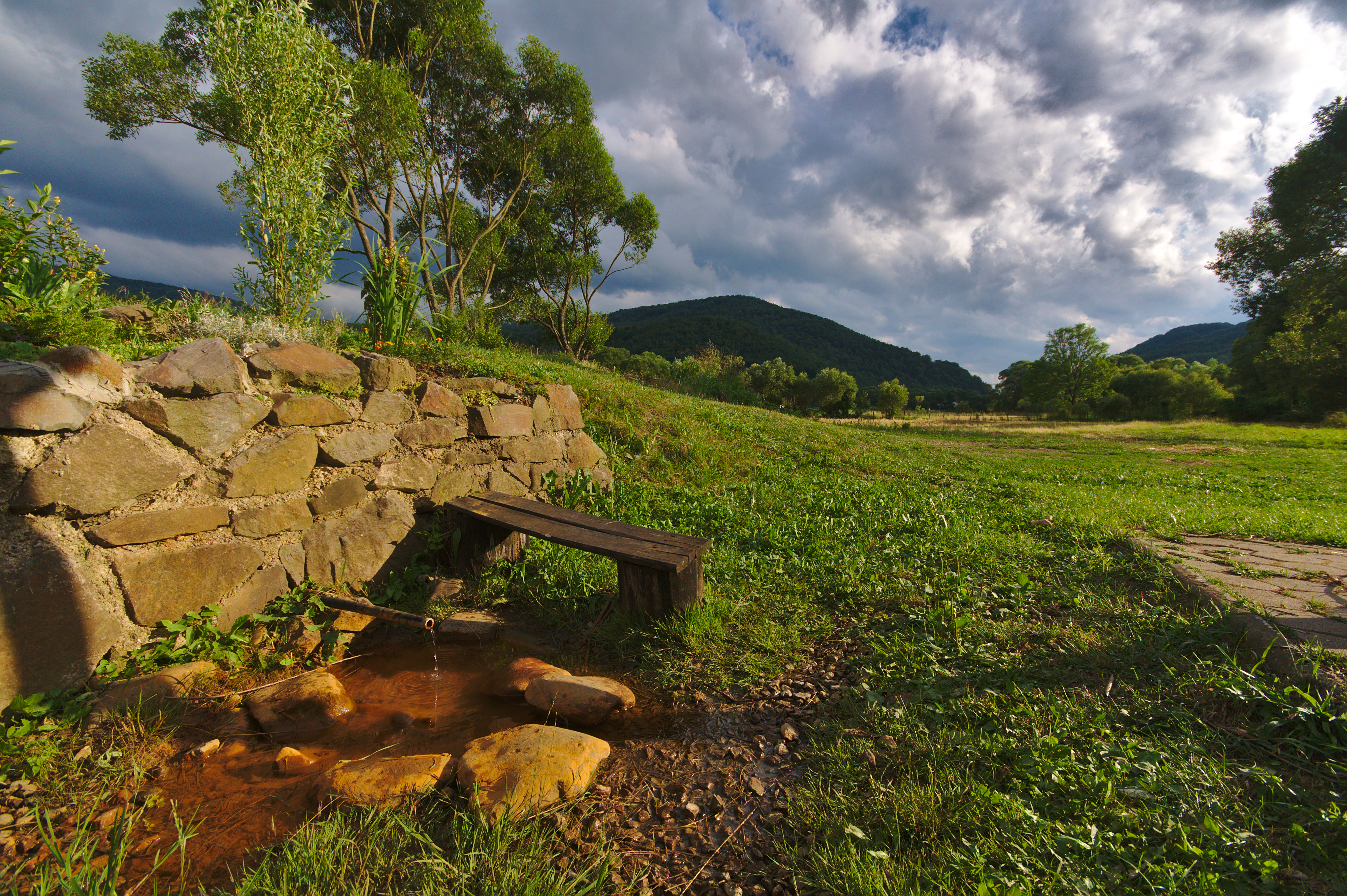
Minerální pramen